# Нью-Дели
Нью-Де́ли, Но́вый Де́ли (хинди नई दिल्ली, Наи-Дилли; в.-пандж. ਨਵੀਂ ਦਿੱਲੀ, урду نئی دلی‎, англ. New Delhi) — официальная столица Индии, район города Дели. Занимает территорию 42,7 км². Нью-Дели находится в метрополии Дели и является местонахождением правительства Индии и правительства Дели.
Спроектированный Эдвином Лаченсом, ведущим британским архитектором XX века, Нью-Дели славится своими широкими, усаженными деревьями бульварами и является местом расположения многочисленных национальных учреждений и достопримечательностей.

## География
Нью-Дели располагается в северной Индии, практически полностью на Индо-Гангской равнине. Нью-Дели расположен в зоне сейсмической активности IV, что делает возможными крупные землетрясения в городе.

## Климат
В Нью-Дели и его окрестностях континентальный климат ярко выражен ввиду его удалённости от берегов и расположения относительно горных цепей. Температура варьирует от 40 градусов летом до 4 градусов зимой. В Дели семиаридный климат с большой разницей между температурами зимой и летом. Лето длится долго, с раннего апреля до октября, с сезоном муссонов посередине. Зима начинается в ноябре и достигает своего пика в январе. Годовая средняя температура равна 25 °C; месячные средние температуры варьируют от 14 °C до 33 °C. Среднее годовое количество выпавших осадков равно примерно 714 мм, больше всего их выпадает во время муссонов в июле и августе.
| Показатель                    | Янв. | Фев. | Март | Апр. | Май  | Июнь | Июль | Авг. | Сен. | Окт. | Нояб. | Дек. | Год  |
| ----------------------------- | ---- | ---- | ---- | ---- | ---- | ---- | ---- | ---- | ---- | ---- | ----- | ---- | ---- |
| Абсолютный максимум, °C       | 30,0 | 34,1 | 41,7 | 43,7 | 49,9 | 47,9 | 43,5 | 42,0 | 39,0 | 38,3 | 36,1  | 33,0 | 49,9 |
| Средний суточный максимум, °C | 20,6 | 24,1 | 29,9 | 36,5 | 39,4 | 38,7 | 35,3 | 34,0 | 34,1 | 32,7 | 28,0  | 22,7 | 31,3 |
| Средняя температура, °C       | 13,8 | 17,2 | 22,7 | 28,9 | 32,6 | 33,3 | 31,3 | 30,2 | 29,4 | 25,7 | 20,1  | 15,2 | 25,0 |
| Средний суточный минимум, °C  | 7,5  | 10,5 | 15,6 | 21,2 | 25,7 | 27,7 | 27,3 | 26,6 | 24,9 | 19,2 | 12,9  | 8,4  | 19,0 |
| Абсолютный минимум, °C        | 0,0  | 2,0  | 5,0  | 12,2 | 15,7 | 19,6 | 20,3 | 21,0 | 17,2 | 11,1 | 5,0   | 0,0  | 0,0  |
| Норма осадков, мм             | 20   | 24   | 16   | 13   | 36   | 85   | 187  | 235  | 131  | 14   | 6     | 12   | 778  |
| Источник: Погода и Климат     |      |      |      |      |      |      |      |      |      |      |       |      |      |

## История
С 1772 до 1911 года столицей Британской Индии являлась Калькутта. Но в то же время Дели служил политическим и финансовым центром нескольких империй Древней и Средневековой Индии, в особенности Империи Великих Моголов. В начале 1900-х годов британской администрации было сделано предложение перенести столицу Индийской империи из Калькутты в Дели. В отличие от Калькутты, расположенной на восточном побережье Индии, Дели находится в Северной Индии, и правительство Британской Индии считало, что управлять страной будет легче из Дели. 12 декабря 1911 года Георг V, тогдашний император Индии, объявил, что столица Британской Индии переносится в Дели.
Нью-Дели расположился к югу от «Старого города», который был построен Шах-Джаханом, правителем империи Великих Моголов. Однако Нью-Дели лежит на территории 7 древних городов, поэтому там много исторических памятников, таких, как Джантар-Мантар и сады Лоди.
Большая часть Нью-Дели была спланирована Эдвином Лаченсом, одним из ведущих британских архитекторов XX века. Его даже прозвали «Дели Лаченса». В центре города, на холме Раисина, был построен великолепный дворец для генерал-губернатора колонии (сейчас это здание известно как Раштрапати-Бхаван и служит резиденцией для президента Индии). Проспект Раджпат, также известный как «путь царей», простирается от Индийских ворот до Раштрапати Бхавана. Секретариат, где находятся различные министерства индийского правительства, расположен сбоку от Раштрапати Бхавана. Дом Парламента, спроектированный Гербертом Бейкером, находится в Сансад Марг, который параллелен Раджпату.
После того, как Индия стала независимой в 1947 году, Нью-Дели стал ограниченно-автономным районом, управляемым мэром, которого назначало индийское правительство. В 1956 году Дели стал одной из союзных территорий, и мэр был заменён на лейтенанта-губернатора. 69-я поправка к Конституции Индии 1991 года объявляет, что официальным названием Союзной территории Дели является «Национальный столичный округ Дели». Было введено двоевластие.

## Городская структура
Большая часть Нью-Дели спланирована ведущим британским архитектором XX века Эдвином Лаченсом. Административный центр города должен был воплощать имперские традиции Великобритании. Нью-Дели строится вокруг двух центральных эспланад: Раджпатх и Джанпатх. Раджпатх, или Дорога короля, начинается от Раштрапати-Бхавана и тянется до Ворот Индии. Джанпатх, или Народная дорога, ранее носившая название Дорога королевы, начинается от Коннот-Плейс и пересекает Раджпатх под прямым углом. 19 иностранных посольств располагаются вдоль Шантипатха, делая эту улицу крупнейшим дипломатическим анклавом в Индии.
Сердцем города является президентский дворец Раштрапати-Бхаван, располагающийся на вершине Райзина-Хилл. Вокруг него располагается Секретариат — различные министерства Индии. Дом парламента, спроектированный Гербертом Бейкером, находится на Сансад-Марг, улице, идущей параллельно Радпатху. Коннот-Плейс — финансовый, торговый и деловой центр Нью-Дели — имеет круглую форму и спроектирован по образу Королевского полумесяца в Англии. От внешнего круга Коннот-Плейс отходит двенадцать дорог, одной из которых является Джанпатх.

## Демография
В 2003 году население Нью-Дели составило 295 000 человек. Для национальной столичной территории Дели, частью которой является и Нью-Дели, общий размер населения составляет 14,1 миллиона человек, что делает её вторым по величине мегаполисом после Мумбаи. На 1000 мужчин населения приходится 821 женщина, процент грамотности составляет 81,82 %.
82 % населения Дели, частью которого является Нью-Дели, исповедуют индуизм. Также в Дели существуют крупные общины мусульман (11,7 %), сикхов (4,0 %), джайнистов (1,1 %) и христиан (0,9 %). Другие меньшинства включают парсов, буддистов и иудеев.
Основной язык, употребляющийся в разговорной и письменной речи, — хинди. Другие языки, на которых часто разговаривают в городе, — английский, пенджаби и урду. Лингвистические группы всей Индии хорошо представлены в городе, среди них — майтхили, каннада, телугу, маратхи, бенгальский и тамильский языки.

## Экономика
Раджив-Чоук, ранее известный как Коннот-Плейс, один из крупнейших коммерческих и финансовых центров Индии, расположен в центре Нью-Дели. Дели — важный коммерческий центр Южной Азии, его чистый внутренний продукт на 2004—2005 гг. равен примерно 83,085 крор (830,85 млрд) индийских рупий. Средний доход на душу населения равен 53,976 индийских рупий. Третичный сектор экономики составляет 78,4 % ВВП Дели, а вторичный и первичный — 20,2 % и 1,4 %.
Главными работодателями в Нью-Дели были правительственный и квазиправительственный сектор. Городской сектор услуг развился благодаря большой квалифицированной англоговорящей рабочей силе, которая привлекла многие международные компании. Ключевые сферы услуг включают информационные технологии, телекоммуникации, гостиницы, банковское дело, средства массовой информации и туризм.

## Транспорт
Общественный транспорт в Дели представлен автобусами, авторикшами, системой метрополитена, такси и пригородными железными дорогами.

### Автобус
Автобусы — самый популярный вид транспорта, занимающий до 60 % перевозок.

### Метро
На ноябрь 2006 года:
| Название линии  | Номер | Между станциями                        |
| --------------- | ----- | -------------------------------------- |
| ● Красная линия | 1     | Shahdara — Rithala                     |
| ● Жёлтая линия  | 2     | Vishwa Vidyalaya — Central Secretariat |
| ● Синяя линия   | 3     | Indraprastha — Dwarka Sub City         |

### Аэропорты
Международный аэропорт имени Индиры Ганди (IGI) расположен на юго-западе Дели и обслуживает местные и международные линии. В 2006—2007 годах IGI зарегистрировал движение более чем 19.4 миллиона пассажиров, что делает его одним из самых занятых аэропортов в Южной Азии.

## Культура
Нью-Дели — город-космополит, благодаря многоэтническому и многокультурному присутствию обширной индийской бюрократии и политической системы. Статус города-столицы увеличил значение национальных событий и праздников. Национальные праздники, такие как День республики, День независимости и Ганди Джаянти (день рождения Ганди), празднуются с большим энтузиазмом в Нью-Дели и остальной Индии. В День независимости Индии (15 августа) премьер-министр Индии обращается к народу с Красного Форта. Большинство делийцев празднует этот день, запуская воздушных змеев, которые считаются символом свободы. Парад Дня республики — большой культурный и военный парад, демонстрирующий культурную разнообразность и военную мощь Индии.
Религиозные фестивали включают Дивали (фестиваль света), Дурга Пуджа, Холи, Лохри, Махашиваратри, Ид уль-Фитр, Ид уль-Адха, Рождество и Будда Джаянти. Фестиваль Кутуб — культурное событие, во время которого музыканты и танцоры со всей Индии показывают представления ночью на фоне Кутуб Минара. Другие события, такие как Фестиваль воздушных змеев, Международный фестиваль манго и Васант-панчами (фестиваль весны), проходят в Дели каждый год.
Также в этом районе находится Национальный музей Индии — крупнейший музей в стране.

## Города-побратимы
- Чикаго, Иллинойс, США (2001)[24]
- Вашингтон, США
- Белград, Сербия